# The Vision (WayVのアルバム)
『The Vision』（ザ・ビジョン）は、2019年1月17日にLabel Vから配信されたWayVのデビュー・デジタル・ミニアルバム。

## 概要
- 中国を拠点として活動する派生ユニットWayVのデビューアルバム。
- WayVはNCT U、NCT 127、NCT DREAMに続くNCTの4つ目の派生ユニットである。
- タイトル曲「理所当然 (Regular)」を含む全3曲が収録されている。
- シャオジュン、ヘンドリー、ヤンヤンが今作でデビューを果たした。
- アルバムはQQ Music、Kuwo Music、Kugou Music、iTunesなど国内外の主要音楽サイトを通じて同時リリースされた[1]。
- ミュージックビデオも公式Weiboとテンセントビデオを通じて同時公開された[1]。

## プロモーション

### 予告編
- 2019年1月1日、コンセプト映像「SEE THE V」を公開した。
- 1月2日、コンセプト映像「FEEL THE V」を公開した。
- 1月4日より、コンセプト映像「Dream Launch Plan」を公開した。
- 1月12日より、個人ティーザー写真を公開した。
- 1月15日、団体ティーザー写真を公開した[1]。

### ミュージックビデオ
- 1月17日、タイトル曲「理所当然 (Regular)」のミュージックビデオを公開した。
- 1月19日、タイトル曲「理所当然 (Regular)」のダンスプラクティスビデオを公開した。
- 1月21日、収録曲「噩梦 (Come Back)」のダンスプラクティスビデオを公開した。
- 1月24日、収録曲「梦想发射计划 (Dream Launch)」ミュージックビデオを公開した。

### ライブパフォーマンス
- 2月7日、优酷の音楽番組『以团之名』に出演し、収録曲「噩梦 (Come Back)」を披露した[2]。
- 2月14日、优酷の音楽番組『以团之名』に出演し、タイトル曲「理所当然 (Regular)」を披露した[2]。

## チャート成績
中国QQミュージック人気チャートで2位を記録した。
iTunes総合シングルチャートで全世界12の国と地域で1位を獲得した。
米国ビルボードワールドデジタルソングセールスチャートで3位、ソーシャル50チャートで4位、新興アーティストチャートで16位にチャートインし、歴代中国男子アイドルグループ最高成績を記録した。

## 収録曲
1. 理所当然 (Regular) [3:38]
  - 作詞 ：严云农 (Yen Yun Nong)
  - 作曲 ：Mike Daley、Mitchell Owens、Wilbart 'Vedo' McCoy III、George Kranz、유영진
  - 編曲 ：Mike Daley、Mitchell Owens

NCT 127の1stフルアルバム『Regular-Irregular』のタイトル曲「Regular」の中国語版。
WayVがステージの主人公になりたいという夢に対する決意と勇気と野心を表現したラテントラップ風の楽曲[2]。
2. 噩梦 (Come Back) [3:25]
  - 作詞 ：严云农 (Yen Yun Nong)
  - 作曲 ：Mike Daley、Mitchell Owens、Michael Jiminez、DEEZ、MZMC、Tay Jasper
  - 編曲 ：Mike Daley

NCT 127の日本1stミニアルバム『Chain』の収録曲「Come Back」の中国語版。
3. 梦想发射计划 (Dream Launch) [3:47]
  - 作詞 ：小寒 (Xiao Han)
  - 作曲 ：Hyuk Shin (153/Joombas)、$un、배민수、Jeff Lewis
  - 編曲 ：$un、배민수

WayVオリジナル曲。